# Diócesis de Mannar
La diócesis de Mannar (en latín: Dioecesis Mannaren(sis), en inglés: Roman Catholic Diocese of Mannar y en tamil: மன்னார் கத்தோலிக்க மறைமாவட்டம்) es una circunscripción eclesiástica latina de la Iglesia católica en Sri Lanka, sufragánea de la arquidiócesis de Colombo. La diócesis tiene al obispo Fidelis Lionel Emmanuel Fernando como su ordinario desde el 22 de noviembre de 2017. 

## Territorio y organización

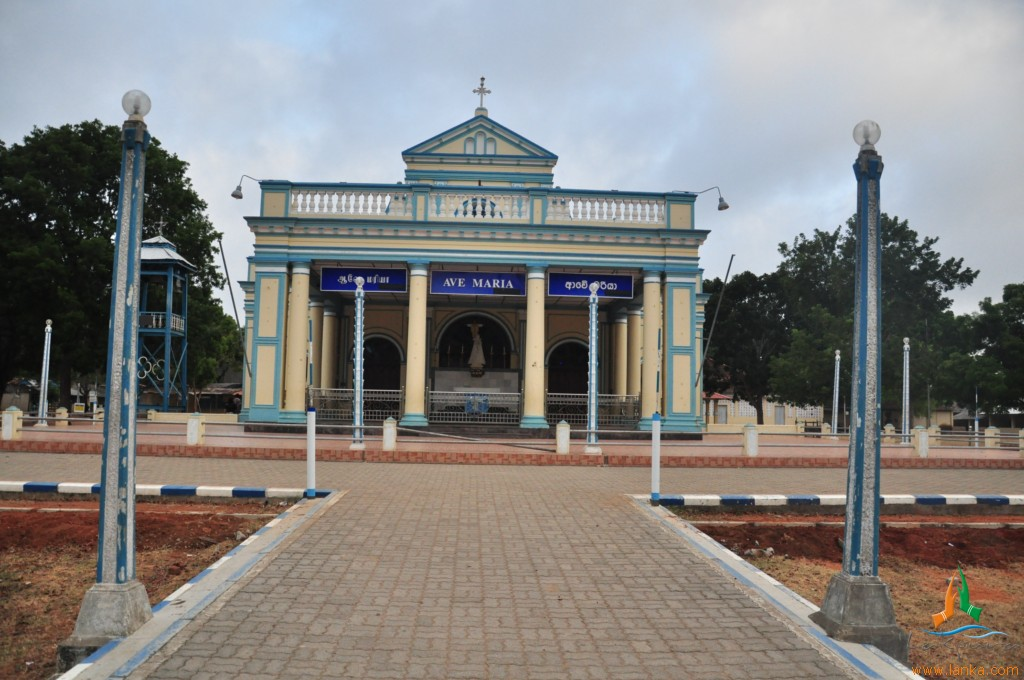
Santuario de Nuestra Señora de Madhu

La diócesis tiene 3998 km² y extiende su jurisdicción sobre los fieles católicos de rito latino residentes en los distritos de Mannar y de Vavuniya en la provincia Norte.
La sede de la diócesis se encuentra en la ciudad de Mannar, en donde se halla la Catedral de San Sebastián. En el territorio de la diócesis se encuentra el santuario de Nuestra Señora de Madhu, visitado por el papa Francisco el 14 de enero de 2014.
En 2019 en la diócesis existían 46 parroquias.

## Historia
La diócesis fue erigida el 24 de enero de 1981 con la bula Qui volente Deo del papa Juan Pablo II, obteniendo el territorio de la diócesis de Jaffna.
En 1983 la diócesis se vio afectada por el conflicto entre el ejército y los Tigres de Liberación del Eelam Tamil, que resultó en la destrucción total de más de la mitad de las viviendas.

## Estadísticas
De acuerdo al Anuario Pontificio 2020 la diócesis tenía a fines de 2019 un total de 88 112 fieles bautizados.
| Año                                                                             | Población            | Población | Población      | Sacerdotes | Sacerdotes    | Sacerdotes    | Bautizados por sacerdote | Diáconos permanentes | Religiosos | Religiosos | Parroquias |
| Año                                                                             | Bautizados católicos | Total     | % de católicos | Total      | Clero secular | Clero regular | Bautizados por sacerdote | Diáconos permanentes | Varones    | Mujeres    | Parroquias |
| ------------------------------------------------------------------------------- | -------------------- | --------- | -------------- | ---------- | ------------- | ------------- | ------------------------ | -------------------- | ---------- | ---------- | ---------- |
| 1990                                                                            | 66 968               | 240 256   | 27.9           | 26         | 19            | 7             | 2575                     |                      | 12         | 70         | 19         |
| 1999                                                                            | 68 885               | 234 635   | 29.4           | 39         | 32            | 7             | 1766                     |                      | 8          | 101        | 25         |
| 2000                                                                            | 68 221               | 281 827   | 24.2           | 42         | 31            | 11            | 1624                     |                      | 16         | 114        | 23         |
| 2001                                                                            | 73 402               | 235 900   | 31.1           | 53         | 32            | 21            | 1384                     |                      | 27         | 113        | 25         |
| 2002                                                                            | 74 605               | 230 000   | 32.4           | 51         | 33            | 18            | 1462                     |                      | 27         | 110        | 27         |
| 2003                                                                            | 73 060               | 212 852   | 34.3           | 51         | 34            | 17            | 1432                     |                      | 25         | 110        | 27         |
| 2004                                                                            | 73 977               | 219 633   | 33.7           | 51         | 40            | 11            | 1450                     |                      | 19         | 108        | 28         |
| 2013                                                                            | 89 516               | 270 375   | 33.1           | 87         | 55            | 32            | 1028                     |                      | 47         | 183        | 34         |
| 2016                                                                            | 84 376               | 347 732   | 24.3           | 100        | 65            | 35            | 843                      |                      | 54         | 188        | 39         |
| 2019                                                                            | 88 112               | 388 960   | 22.7           | 100        | 65            | 35            | 881                      |                      | 52         | 162        | 46         |
| Fuente: Catholic-Hierarchy, que a su vez toma los datos del Anuario Pontificio. |                      |           |                |            |               |               |                          |                      |            |            |            |

## Episcopologio
- Thomas Emmanuel Savundaranayagam (24 de enero de 1981-6 de julio de 1992 nombrado obispo de Jaffna)
- Rayappu Joseph † (6 de julio de 1992-14 de enero de 2016 retirado)[3]
- Fidelis Lionel Emmanuel Fernando, desde el 22 de noviembre de 2017